# Sielsowiet łomigorski
Sielsowiet łomigorski (ros. Ломигорский сельсовет) – jednostka administracyjna (osiedle wiejskie) wchodząca w skład rejonu wołowskiego w оbwodzie lipieckim w Rosji.
Centrum administracyjnym sielsowietu jest wieś (ros. деревня, trb. dieriewnia) Miszyno.

## Geografia
Powierzchnia sielsowietu wynosi 36,41 km².

## Historia
Status i granice sielsowietu zostały określone ustawami obwodu lipieckiego nr 114 i nr 126 z roku 2004.

## Demografia
W 2018 roku sielsowiet zamieszkiwało 424 mieszkańców.

## Miejscowości
W skład sielsowietu wchodzą miejscowości: Miszyno, Jelizawietinka, Kazanka, Kalinowka, Łomigory, Makowo.